# Festival Internacional de Cinema de Sant Sebastià 1998
La 46a edició del Festival Internacional de Cinema de Sant Sebastià va tenir lloc entre el 17 i el 26 de setembre de 1998. El Festival s'ha consolidat a la màxima categoria A (festival competitiu no especialitzat) de la FIAPF. Es van fer tres retrospectives, dues a dos directors concrets (Mikio Naruse i Terry Gilliam) i una anomenada "Hambre, humor y fantasía".

## Desenvolupament
El festival fou inaugurat el 17 de setembre de 1998. La gala fou presentada per Aitana Sánchez Gijón i Edurne Ormazabal i va gaudir de la presència del lehendakari Ardanza, d'Antonio Banderas i de Jeanne Moreau, a qui es va entregar el Premi Donostia de l'anterior edició, a la que no va poder acudir a causa d'un accident domèstic. Després es va projectar fora de concurs Amics i veïns. El 26 de setembre es va concedir els premis, no sense polèmica.

## Jurat
- Jeremy Thomas (President)[3]
- Valeria Golino
- Patricia Reyes Spíndola
- Manuel Rivas Barros
- Valeria Sarmiento
- Julian Schnabel
- Jerzy Skolimowski

## Pel·lícules exhibides

### Secció oficial
- A Kind of Hush de Brian Stirner
- À la place du coeur de Robert Guédiguian
- Wandafuru Raifu de Hirokazu Kore-eda
- Barrio de Fernando León de Aranoa
- L'assedio de Bernardo Bertolucci (fora de concurs)
- Daan d'Abolfazl Jalili
- El viento se llevó lo que d'Alejandro Agresti
- Fin août, début septembre d'Olivier Assayas
- Frontera Sur de Gerardo Herrero
- Gods and Monsters de Bill Condon
- No se lo digas a nadie de Francisco J. Lombardi
- Sliding Doors de Peter Howitt (fora de concurs)
- Ulls de serp de Brian de Palma (fora de concurs)
- Sweety Barrett de Stephen Bradley
- La màscara del Zorro de Martin Campbell (fora de concurs)
- Un embrujo de Carlos Carrera
- Very Bad Things de Peter Berg
- Amics i veïns de Neil LaBute (fora de concurs)

### Zabaltegi
- Busby Berkeley: Going Through the Roof de David Thompson
- Crimen d'Arturo Ripstein
- El evangelio de las maravillas d'Arturo Ripstein
- El lanzador de martillo de Pedro Mari Santos
- En el espejo del cielo de Carlos Salces
- Lou Reed: Rock and Roll Heart de Timothy Greenfield-Sanders
- Megacities de Michael Glawogger
- Pase negro de Patxi Barko
- Por un infante difunto de Tinieblas González

### Zabaltegi - Nous directors
- Derakht-e-jan de Farhad Mehranfar
- Divorcing Jack de David Caffrey
- Guo Jong de Chen Yi-Wen
- Hotel Room de Cesc Gay i Daniel Gimelberg
- The City (La Ciudad) de David Riker
- Lani Loa – The Passage de Sherwood Hu
- Mizu no naka no hachigatsu de Yōichirō Takahashi
- Pecata minuta de Ramón Barea
- Plus-Minus Null d'Eoin Moore
- Suzie Washington de Florian Flicker
- The Acid House de Paul McGuigan
- The Velocity of Gary de Dan Ireland
- Une minute de silence de Florent Emilio Siri
- Vildspor de Simon Staho
- Yerma de Pilar Távora Sánchez

### Zabaltegi - Perlak
- All the Little Animals de Jeremy Thomas
- Central do Brasil de Walter Salles
- Dis-moi que je rêve de Claude Mouriéras
- Hapiness de Todd Solondz
- La vendedora de rosas de Víctor Gaviria
- La Vie rêvée des anges d'Érick Zonca
- Mia eoniótita ke mia mera de Theo Angelópulos
- Monument Ave. de Ted Demme
- Poodle Springs de Bob Rafelson
- L'home que xiuxiuejava als cavalls de Robert Redford

### Made in Spanish '98
- Abre los ojos d'Alejandro Amenábar
- Al límite d'Eduardo Campoy
- Carícies de Ventura Pons
- Carne trémula de Pedro Almodóvar
- Carreteras secundarias d'Emilio Martínez Lázaro
- Cosas que dejé en La Habana de Manuel Gutiérrez Aragón
- Diario para un cuento de Jana Boková
- El cometa de José Buil i Marisa Sistach
- El hermano pequeño d'Enrique Urbizu
- Fuga de cerebros de Fernando Musa
- Gràcies per la propina de Francesc Bellmunt
- Insomnio de Chus Gutiérrez
- La camarera del Titanic de Bigas Luna
- La sonámbula, recuerdos del futuro de Fernando Spiner
- Las ratas d'Antonio Giménez-Rico
- Lisboa, Faca No Coração de Manuel Palacios
- Mambí dels germans Ríos
- Mensaka de Salvador García Ruiz
- Pajarico de Carlos Saura
- Pizza, birra, faso de Bruno Stagnaro i Israel Adrián Caetano
- Plaza de almas de Fernando Díaz
- Sus ojos se cerraron y el mundo sigue andando de Jaime Chávarri
- Tinta roja de Marcelo Céspedes i Carmen Guarini
- Torrente, el brazo tonto de la ley de Santiago Segura
- Kleines Tropicana - Tropicanita de Daniel Díaz Torres

### Velòdrom
- Tango de Carlos Saura
- Els Borrowers de Peter Hewitt
- There's Something About Mary de Bobby i Peter Farrelly

### Retrospectives
Dedicada a Mikio Naruse
- Ani imoto 1953
- Anzukko 1958
- Bangiku 1954
- Fufu 1953
- Ginza gesho 1951
- Hataraku ikka 1939
- Hideko no shasho-san 1941
- Hikinige 1966
- Huorou-ki 1962
- Inazuma 1952
- Iwashigumo 1958
- Kimi to wakarete 1933
- Kimi to yuku michi (君と行く路), 1936
- Magokoro 1939
- Meshi 1951
- Midaregumo 1967
- Midareru 1964
- Musume tsuma haha 1960
- Nadare 1937
- Nagareru 1956
- Nyonin aishu 1937
- Okasan 1952
- Okuni to Gohei 1952.
- Onna ga kaidan o agaru toki 1960
- Otome-gokoro sannin shimai 1935
- Shibaido 1944
- Shu-u 1956
- Tabi yakusha 1940
- Tanoshiki kana jinsei 1944
- Tochuken Kumoemon (桃中軒雲右衛門), 1936
- Tsuma toshite onna toshite 1961
- Tsuma yo bara no yo ni 1935
- Tsuruhachi tsurujiro 1938
- Ukigumo 1955
- Uta andon 1943
- Uwasa no musume 1935
- Yama no oto 1954
- Yogoto no yume 1933
- Yotsu no koi no monogatari, episodi "Wakare mo tanoshi" 1947

Dedicada a Terry Gilliam
- Brazil (1985)
- Christmas Card/Beware of Elephants/The Miracle of Flight (1967)
- Por i fàstic a Las Vegas (1998)
- La bèstia del regne (1977)
- Monty Python and the Holy Grail (1975)
- La vida de Brian (1979)
- Monty Python's The Meaning of Life (1983)
- Les aventures del baró Munchausen (1989)
- El rei pescador (1991)
- Els herois del temps (1981)
- 12 Monkeys (1995)

"Hambre, humor y fantasía"
- And Now for Something Completely Different (1971) d'Ian McNaughton
- Audace colpo dei soliti ignoti (1959) de Nanni Loy
- Dov'è la libertà...? (1952) de Roberto Rossellini
- Due soldi di speranza (1951) de Renato Castellani
- Guardie e ladri (1951) de Mario Monicelli i Stefano Vanzina
- Rufufú (1958) de Mario Monicelli
- Els inútils (1953) de Federico Fellini
- Il cappotto (1952) d'Alberto Lattuada
- Il segno di Venere (1955) de Dino Risi
- La diputada Angelina (1947) de Luigi Zampa
- L'oro di Napoli (1954) de Vittorio De Sica
- La banda degli onesti (1956) de Camillo Mastrocinque
- La macchina ammazzacattivi (1952) de Roberto Rossellini
- La nonna Sabella (1957) de Dino Risi
- Ladro lui, ladra lei (1958) de Luigi Zampa
- Lo sceicco bianco (1952) de Federico Fellini
- Llums de varietats (1950) de Federico Fellini i Alberto Lattuada
- Napoletani a Milano (1953) d'Eduardo De Filippo
- Napoli milionaria (1950) d'Eduardo De Filippo
- Pane, amore e fantasia (1953) de Luigi Comencini
- La lladregota, el seu pare i el taxista (1954) d'Alessandro Blasetti
- Prima comunione (1950) d'Alessandro Blasetti
- Tutti a casa (1960) de Luigi Comencini
- Un americano in vacanza (1946) de Luigi Zampa
- Domenica d'agosto (1950) de Luciano Emmer
- Una vida difícil (1961) de Dino Risi
- Vita da cani (1950) de Mario Monicelli i Stefano Vanzina

## Palmarès
Els premis atorgats en aquesta edició foren:
- Conquilla d'Or a la millor pel·lícula (200.000 ecus): El viento se llevó lo que d'Alejandro Agresti
- Premi Especial del Jurat: 
  - Gods and Monsters de Bill Condon 
  - À la place du cœur de Robert Guédiguian
- Conquilla de Plata al millor director: Fernando León de Aranoa per Barrio
- Conquilla de Plata a la millor actriu: Jeanne Balibar per Fin août, début septembre d'Olivier Assayas
- Conquilla de Plata al millor actor: Ian McKellen, per Gods and Monsters de Bill Condon
- Premi del Jurat a la millor fotografia: Rodrigo Prieto, per Un embrujo de Carlos Carrera
- Premi del Jurat: Daan d'Abolfazl Jalili
- Premi Euskalmedia per Nous Realitzadors (45.000 dòlars): Mizu no naka no hachigatsu de Yoichiro Takahashi
- Premi de l'Audiència: Central do Brasil de Walter Salles
- Premi del Jurat Jove: Central do Brasil de Walter Salles
- Premi Alma al millor guió: Barrio de Fernando León de Aranoa
- Premi FIPRESCI: Wandafuru raifu de Hirokazu Kore-eda
- Premi Donostia: Anthony Hopkins i John Malkovich[6]